# Sojoez T-13
Sojoez T-13 (ook: 15804) was een Russische bemande ruimtevlucht uit 1985. De bemanning kreeg de zware taak ruimtestation Saljoet 7 te repareren. Door een grove fout van de vluchtleiding ging namelijk alle radiocontact met het station verloren.

## Vluchtleiders negeren veiligheidsprotocol
Op 11 februari 1985 registreerde Bajkonoer een spanningspiek in het elektrische systeem van Saljoet 7. Het station dreef op dat moment onbemand rond, in afwachting van de volgende bemanning. Deze piek zorgde ervoor, dat de overspanningsbeveiliging van de hoofdsystemen werd geactiveerd. Hierop schakelden de noodsystemen zich automatisch in. De situatie leverde geen direct gevaar op. De verantwoordelijke vluchtleiders maakten hun aantekeningen om de specialisten van het ontwerpbureau op de hoogte te stellen. Die zouden de situatie bekijken en met aanbevelingen komen. Toen zat hun dienst erop en de volgende ploeg loste hen af.
De nieuwe ploeg gedroeg zich echter allerminst, als van hen verwacht mocht worden. Zij wachtten niet op het oordeel van de deskundigen, of dachten dit probleem zelf wel even op te lossen. Hun handelwijze druiste tegen alle gewoontes en protocollen in, met rampzalige gevolgen. Ze probeerden gemakshalve de hoofdradiozender zelf weer in te schakelen; misschien was de overspanningsbeveiliging wel per ongeluk afgegaan. Zo niet, dan was er weliswaar een technisch probleem maar dat kon geen kwaad, want dan zou de overspanningsbeveiliging zich immers vanzelf opnieuw activeren. Die aanname bleek ver bezijden de waarheid.
Het versturen van het commando had een reeks kortsluitingen in het station tot gevolg. Die schakelden niet alleen de radiozenders, maar tevens alle ontvangers uit. Beneden beseften de verantwoordelijken, dat zij hun hand overspeeld hadden. Saljoet 7 was uitgevallen en dreef doelloos rond in de ruimte, de situatie aan boord ongewis.

## Opties
De Russen zaten met de handen in het haar. Natuurlijk konden ze het station opgeven, maar het duurde nog bijna een jaar voor de opvolger van Saljoet 7, de Mir, gereed was. Maar dan zou het Russische bemande ruimtevaartprogramma bijna een jaar stilliggen en vele wetenschappelijke experimenten moeten worden afgeblazen. In de ogen van hogere politieke machten was dit echter nog het minste probleem waar men zich voor gesteld zag. Het Saljoetprogramma kende al een weinig gelukkig verloop, waarbij diverse stations verloren gingen. Afgezet tegen het toenmalige succes van het Amerikaanse Spaceshuttleprogramma, betekende dit een afgang voor de Sovjet-Unie. Er dreigde een groot verlies aan prestige; in de ogen van het Kremlin een gruwel.
Slechts één oplossing bood misschien uitkomst. Een reparatie laten uitvoeren door een ervaren bemanning. Dit was niet zonder gevaar. De koppelingsprocedure verliep automatisch en vertrouwde grotendeels op informatie die het station verzond omtrent positie en omloopbaan. Weliswaar namen diverse bemanningen hun toevlucht tot handmatig koppelen, echter dit geschiedde altijd op een afstand van enkele honderden meters. Hoe moest een Sojoez de dode Saljoet 7 benaderen ? Daar kwam bij, dat over de technische toestand aan boord niets
bekend was. Hoewel het station erop ontworpen was om zelfstandig te functioneren, konden de geautomatiseerde systemen slechts een beperkt aantal storingen verwerken. Daarna was menselijk ingrijpen vereist. De mogelijke scenario's bij aankomst varieerden van een eenvoudige vervanging van de beschadigde radiozenders, tot een brand aan boord of decompressie door een botsing met ruimtepuin. Daar zou men pas achter komen door het station te betreden. Na ampele overweging verkoos de USSR een onzekere reparatievlucht boven aanzienlijk gezichtsverlies.

## Media om de tuin geleid
Maar dan nog hoefden de Westerse media niet meer te weten dan ze al wisten en dat was niet veel. Op 1 maart 1985 gaf TASS een verrassend perscommuniqué uit. Hierin stelde de Sovjet-Unie dat de werkzaamheden aan boord met succes waren afgerond en het station in de mottenballen werd gelegd. Het zou nog slechts automatisch en zonder bemanning functioneren. Dit betekende meestal een voorbode van een gecontroleerde terugkeer in de dampkring. Westerse analisten gingen er daarom van uit, dat reparaties aan de brandstofleidingen waren mislukt of dat men het nieuwe station in gereedheid bracht voor lancering. Pas twee maanden later doken in de Westerse pers verhalen op dat een elektrische storing Saljoet 7 lamlegde en alle radiocontact verloren ging. Des te groter was de verbazing, toen Sojoez T-13 het luchtruim koos voor een reparatiepoging. Waarnemingen vanaf de grond bewezen echter, dat het station niet tuimelde en nog steeds stabiel was. Tijdens de vlucht deden Sovjet-media er grotendeels het zwijgen toe.

## Bemanning
De nood was hoog; dit was duidelijk geen missie voor onervaren kosmonauten. Dat bleek wel uit de keuze voor de bemanning. Boordwerktuigkundige Viktor Savinych maakte zijn eerste vlucht met Sojoez T-4 en hielp mee het station te ontwerpen. Gezagvoerder Vladimir Dzjanibekov was een veteraan met vier missies op zijn naam. Hij deed veel ervaring op met zowel automatisch als handmatig koppelen, waaronder de problematische koppeling van Sojoez T-6. Toen nam hij snel de controle van de boordcomputer over en voerde een geslaagde handmatige koppeling uit. De direct verantwoordelijken waren van mening dat, áls iemand in staat was aan Saljoet 7 te koppelen, hij het was. In maart 1985 begon het tweetal met trainen voor deze moeilijke missie.
Kandidaten voor het uitvoeren van deze moeilijke koppeling waren dun gezaaid: slechts drie personen kwamen in aanmerking. Leonid Kizim was recent teruggekeerd van een langdurige missie en herstellende, dus hij viel af. De andere concurrent, Joeri Malysjev beschikte over weinig ervaring en was bovendien niet getraind voor ruimtewandelingen, dus viel eveneens af. Dzjanibekov beschikte over de nodige competenties, doch de medische staf lag dwars, stellend dat hij slechts korte vluchten aankon. Terstond onderging hij een paar weken lang medische testen. De artsen stelden hun oordeel bij. Zij gaven hem toestemming voor een langere vlucht, mits deze niet meer dan 100 dagen duurde.
De keuze aan boordwerktuigkundigen bleek eveneens zeer beperkt. Savinych vertoefde al aan boord van Saljoet 6 en maakte Dzjanibekov wegwijs in het station. Bovendien was hij al in training voor zijn komende missie naar Saljoet 7.

## Verloop van de missie

### Verbouwing
Dit was geen standaardmissie. De standaarduitvoering van de Sojoez behoefde enige aanpassingen. Het nu nutteloze automatische koppelingssysteem werd verwijderd, evenals de derde zitplaats. Iedere kilogram telde: wat niet hoogstnoodzakelijk was, ging er uit. Een instrument voor optische geleiding, een laserafstandsmeter en nachtkijkers werden toegevoegd. Verder stouwde men de capsule vol met extra voorraden water en voedsel. De brandstoftanks werden tot een maximum afgevuld.
Waarnemingen vanaf de grond moesten de Sojoez tot 5 km afstand brengen; lukte dit dan schatte men (in combinatie met de modificaties) de kans op een geslaagde koppeling in op 70 à 80%. Dit laatste feit overtuigde de politici; dit risico vond men acceptabel.

### Lancering en koppeling
Sojoez T-13 werd gelanceerd op 6 juni 1985 met een Sojoez draagraket vanaf Tjoeratam te Bajkonoer. Deze Sojoez woog 6850 kg. De capsule kwam in een baan met een apogeum van 359 km, een perigeum van 356 km en een omlooptijd van 91,6 minuten. De inclinatie bedroeg 51,6° bij een excentriciteit van 0,00022. Om de relatieve aanvliegsnelheid laag te houden, nam de vlucht naar het station twee dagen in beslag in plaats van een.
Op een afstand van 3 km schakelde Dzjanibekov om naar handbediening. De cockpit van de Sojoez bevindt zich in het midden van het vaartuig en niet vooraan. Daarom hadden ontwerpers voor deze vlucht de besturing verplaatst naar de zijkant, zodat de commandant via een zijraampje zijn doel kon waarnemen. Op 200 meter afstand nam de relatieve snelheid af tot nul en vloog Sojoez T-13 opzij, om het station heen. Vervolgens keek Dzjanibekov door de periscoop, begon de naderingsprocedure en vloog naar de voorste koppelingsaansluiting. Die slaagde.

### Bemanning treft vrieskist aan
Tijdens de nadering verzond de bemanning beelden naar de grond. Hierop was duidelijk zichtbaar, dat de zonnepanelen in een ongebruikelijke positie stonden. Bovendien merkte de commandant op, dat de thermische dekens aan de buitenkant waren verkleurd door voortdurende blootstelling aan zonnestraling. Dat beloofde niet veel goeds. Beide vaartuigen waren weliswaar gekoppeld, maar Saljoet 7 gaf geen enkele bevestiging door dat die was geslaagd. Daarnaast ontving de bemanning op hun schermen geen informatie over de luchtdruk in het station; mogelijk was het lekgeslagen. Dzjanibekov en Savinych zetten gasmaskers op, openden de luiken en betraden het station. Het was ijskoud aan boord en het interieur bood een treurige aanblik. De boordverlichting en ventilatie werkten niet en de accumeters wezen nul aan. Door het uitvallen van de energievoorziening functioneerde de klimaatbeheersing evenmin. Dit betekende dat veel technische systemen blootstonden aan temperaturen, waarop ze niet ontworpen waren. Het was bovendien nog maar de vraag of het veilig was om in deze situatie aan boord te blijven. Bovendien waren de voedsel- en watervoorraden in het station bevroren; de patrijspoorten en apparatuur waren door rijp bedekt.
Dat er in die dagen nog geen 24 uur per dag contact met de grond mogelijk was, had tot gevolg dat het tweetal spoedig radiocontact met de grond tijdelijk verloor.

### Eerste reparatie
Om zich te vergewissen van een veilige werkomgeving, testte de bemanning de atmosfeer in Saljoet 7 op de aanwezigheid van ammoniak, CO2, CO en enige andere gassen. Door de kou daalde de luchtdruk van 780-800 naar 714 mm Hg. Ze sliep in hun eigen vaartuig, want het was gevaarlijk langere tijd in het station te vertoeven. Door de opbouw van CO2 in de uitgeademde lucht vormde verstikking een reëel risico; zelfs een kort verblijf veroorzaakte hoofdpijn.
Als eerste inventariseerde ze de schade aan de energievoorziening. Die bleek te overzien: zes van de acht accu's bleken nog bruikbaar. De andere twee demonteerde ze. De simpelste manier om ze op te laden was de accu's aansluiten op de Sojoez; een onaanvaardbaar risico. Als een nieuwe technische storing ook de Sojoez lamlegde, was de bemanning gestrand. Ze sloot de accu's daarom direct op de zonnepanelen aan. Dit gebeurde als Saljoet 7 door de zon beschenen werd; bovendien was het te koud om te werken tijdens de duistere periodes. Dzjanibekov en Savinych deden iedere keer een warming-up voor ze het station betraden. Ze konden slechts 40 minuten arbeid verrichten, voor de bijtende kou hen weer naar hun eigen vaartuig dwong. Hoewel ze over met bont gevoerde pakken, mutsen en handschoenen beschikten, moesten ze hun handschoenen flink insnijden om fatsoenlijk met de apparatuur aan de slag te gaan. Bovendien werden hun voeten al snel ijskoud. Door gebruikmaking van het standregelsysteem van de Sojoez richtte het duo de zonnepanelen van het station naar de zon.
De missie werd bedreigd door watergebrek. De voorraad van Sojoez T-13 reikte niet langer dan acht dagen (dus tot 14 juni) en pas op de derde dag kon de reparatie een aanvang nemen. Door strikte rantsoenering, gebruik van de noodvoorraad water in de Sojoez en verwarmen van enige bevroren pakjes drinkwater van het station kon het duo hun verblijf met maximaal een week rekken tot 21 juni. Ze hadden dus niet meer dan twaalf dagen om Saljoet 7 aan de praat te krijgen, want ook het drinkwatersysteem van het station was voorlopig onbruikbaar.

### Saljoet 7komt weer tot leven
Hun noeste arbeid wierp vruchten af. Op 10 juni werden de accu's opgeladen, de verlichting functioneerde weer en de ventilatoren sloegen aan. Het probleem met het overschot aan koolstofdioxide en de daarmee gepaard gaande hoofdpijn behoorde tot het verleden. Niet minder belangrijk was het feit, dat Dzjanibekov en Savinych vanaf 12 juni rechtstreeks vanuit Saljoet 7 konden communiceren met de grond. Tot dan moesten ze voor ieder wissewasje eerst verkassen naar Sojoez T-13. Op 13 juni kwam de eigen standregeling van het station weer tot leven. Wel bleef de watervoorraad een heikel punt; ze probeerden de watertanks van het station op de zon te richten om te laten ontdooien. Vanaf de elfde missiedag beschikten ze over meer water dan hen lief was. Alle in het station opgebouwde ijs begon te ontdooien. Dat veroorzaakte veel ongerief; door met handdoeken, ondergoed en servetten de plassen water op te ruimen maakte men er het beste van. Via verwarming probeerden Dzjanibekov en Savinych te voorkomen, dat de gevoelige apparatuur waterschade opliep.

### Verdere reparaties, aanvang experimenten

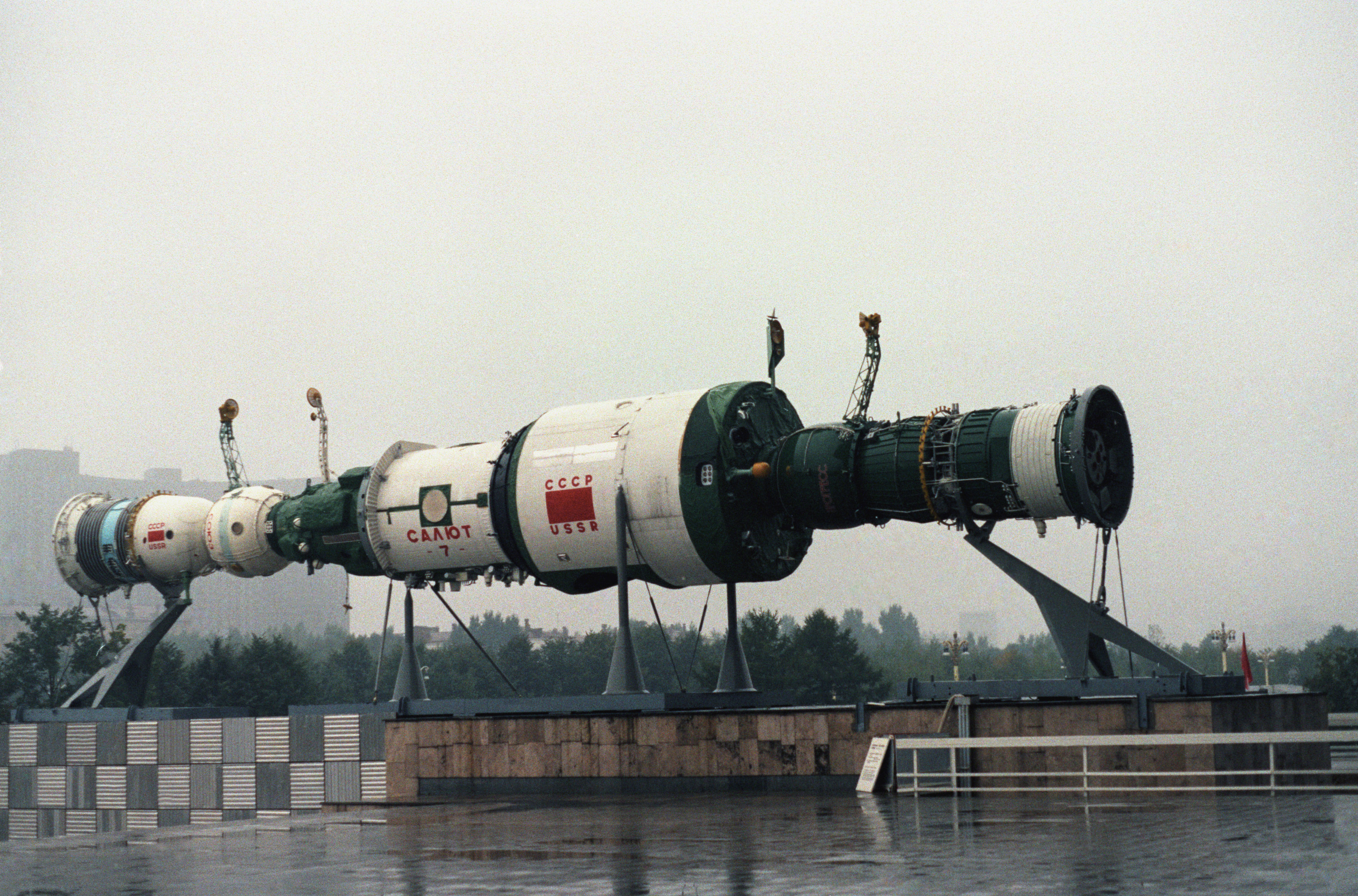
Een model van Saljoet 7. Links is een Sojoez gekoppeld, rechts is een Progress vrachtschip zichtbaar

Nu stond het duo voor een hels karwei: iedere kabel van het station moest afzonderlijk worden geïnspecteerd. Dat waren er honderden. Zoals de commandant opmerkte: "...het ene woord dat al onze onderhoud- en reparatiewerkzaamheden het best omschrijft: GEDULD. Het belangrijkste tijdens deze werkzaamheden is kalm blijven, hoewel storende dingen irritatie opwekken- soms bij jezelf, soms tegenover degenen die je vanaf de grond proberen te helpen. Je moet je gewoon vermannen tijdens tegenslagen....".
De oorzaak van alle ellende lag in een defect laadsysteem in een van de accu's. Een kapotte sensor gaf door, dat accu 4 was opgeladen, terwijl dat niet het geval was. Zowel de zeven dienstdoende accu's als de reserve konden het oplaadproces zo onderbreken. De centrale boordcomputer van Saljoet 7 gaf iedere dag instructie om de accu's weer op te laden. In dit geval blokkeerde sensor 4 elke keer het opladen. Daardoor liepen de accu's leeg en veranderde Saljoet 7 in een vrieskist. Middels radiocommando's had men deze defecte sensor kunnen omzeilen, maar alle radiocontact was verbroken. Wanneer het defect precies optrad bleef echter onduidelijk.
Nu het station weer in bedrijf was, kon de vluchtleiding eindelijk tijd inruimen voor het echte werk. De eerste bevoorradingsvlucht stond reeds klaar op het platform. Op 21 juni steeg het onbemande vrachtschip Progress 24 op en meerde twee dagen later aan met twee ton voorraden en uitrusting aan boord, waaronder vervangende accu's, drinkwater en nieuwe zonnepanelen. Installatie daarvan vereiste een ruimtewandeling. Op 25 juni voerde de bemanning de eerste wetenschappelijke proeven uit, waaronder het "Kursk-85" remote sensing experiment. Tussentijds sloegen ze vracht over en nadat het vrachtschip Saljoet 7 van nieuwe brandstof had voorzien, keerde Progress 24 op 15 juli terug in de dampkring. Vervolgens was het de beurt aan Kosmos 1669, eveneens een onbemande bevoorradingsvlucht. Naast biologische experimenten voerde dit toestel voorraden, brandstof en water aan. Verder vervoerde het "Mariya", een proef om de hoeveelheid elektronen en positronen te meten. Die deeltjes ontstonden door inwerking van kosmische straling binnen het station. Bovendien koppelde het op 28 augustus na ontkoppeling opnieuw aan, om de juiste werking van de koppelingsaansluiting te garanderen. Nadat deze manoeuvre slaagde, lag de weg weer open voor bemande vluchten.

### Ruimtewandeling
Op 2 augustus monteerden Dzjanibekov en Savinych drie nieuwe zonnepanelen tijdens een vijf uur durende ruimtewandeling. Twee waren normale vervangende exemplaren, het derde paneel (4,5 m lang en 1,2 m breed) was een nieuw proefmodel om te kijken hoe het op blootstelling aan de omstandigheden in de ruimte reageerde. Nadat dit karwei geklaard was, borgen de ze op de romp aangebrachte monsters, achtergelaten door de bemanning van Sojoez T-12. Vervolgens bevestigden ze een Russisch/Frans instrument om fijn meteorietstof te verzamelen; dit hing samen met waarnemingen van de komeet van Halley en een ander experiment met de naam "Meduza". Ze droegen verbeterde ruimtepakken (gedeeltelijk van steviger materiaal) met verlichte bedieningspanelen; de verbeterde schouderbladen boden meer bewegingsvrijheid en een beter blikveld door het vizier. Bovendien kon men de conditie van de kosmonaut beter volgen.

### Isparitel-M
Middels het Isparitel-M apparaat kon de buitenwand van het station of de instrumenten worden voorzien van een coating. Dit apparaat woog 34 kg en schoot een elektronenstraal in een vuurvaste smeltkroes gevuld met goud, zilver, koper, een koper/zilver legering, ander materiaal of plastics. Het metaal verdampte, sloeg neer op glasplaat of metalen paneel en vormde een spiegelende laag. De dikte van de coating kon men tot in tienden van millimeters afstellen. De Isparitel-M kon men ombouwen tot spuitpistool van verfspuitmodel.

## Aflossing

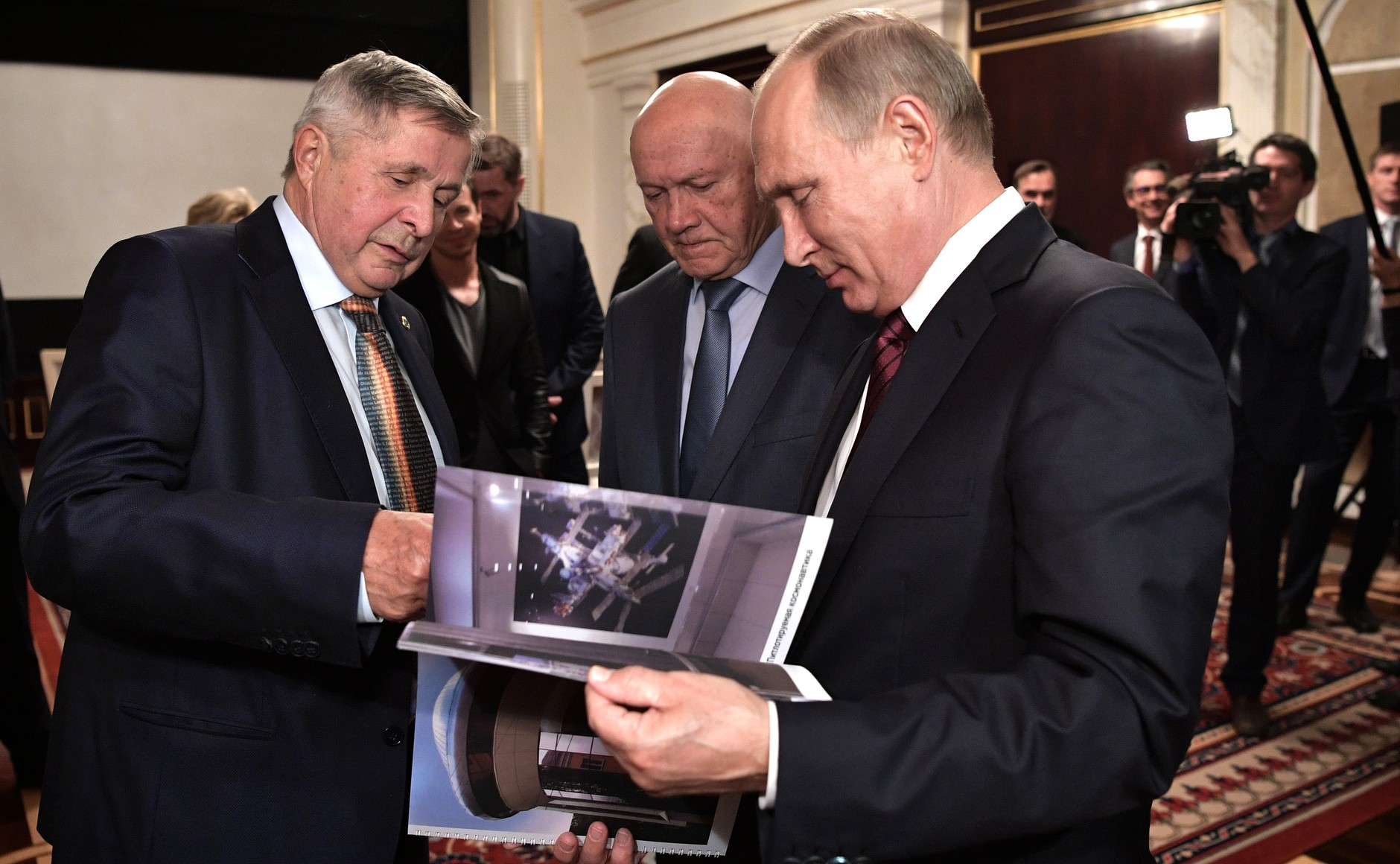
Viktor Savinych en Vladimir Dzjanibekov met Vladimir Poetin na de vertoning van de speelfilm Saljoet 7 op 3 oktober 2017.

De tijd voor de commandant begon te dringen. Dzjanibekov kreeg van zijn artsen slechts toestemming voor een vlucht van maximaal 100 dagen. Daarom vloog op 17 september 1985 Sojoez T-14 naar Saljoet 7 om hem van zijn taak te ontheffen. Sojoez T-14 had een driekoppige bemanning, bestaande uit gezagvoerder Vladimir Vasjoetin, boordwerktuigkundige Georgi Gretsjko en onderzoeker Aleksandr Volkov. De ervaren Gretsjko had twee langere vluchten aan boord van Saljoet 4 en 6 op zijn naam staan. Hij voerde een gedegen inspectie van de reparatiewerkzaamheden uit en inventariseerde de algehele toestand van het station. De bemanning die men op deze missie eigenlijk voor ogen had bestond uit Vasjoetin, Volkov en Savinych. De ingelaste vlucht van Sojoez T-13 gooide het schema in de war. Gretsjko zou samen met Dzjanibekov huiswaarts keren, zodat de oorspronkelijke samenstelling van de bemanning werd hersteld. Op langere vluchten is het niet alleen noodzakelijk technisch ter zake kundig te zijn. Het is evenzeer van belang, dat de diverse bemanningsleden perfect op elkaar zijn ingespeeld en goed weten wat ze aan elkaar hebben. Onverenigbare karakters, opgesloten in een kleine ruimte waarin men elkaar voortdurend tegenkomt, dient de vluchtleiding daarom koste wat het kost te vermijden.

## Terugkeer
Sojoez T-13 maakte zich op 25 september los van Saljoet 7 met Dzjanibekov en Gretsjko aan boord. Een dag later maakten ze een behouden landing in Kazachstan en kwamen neer op 220 km ten noordoosten van Jezqazğan. Het neerkomen markeerde voor beiden het einde van hun laatste vlucht. Dzjanibekov verbleef 112 dagen, 3 uur en 12 minuten in de ruimte, Gretsjko slechts 8 dagen, 21 uur en 52 minuten. In die tijd cirkelde Dzjanibekov 1774 maal om de Aarde, terwijl Gretsjko 140 baantjes trok.
De commandant kon met recht trots op zichzelf zijn. Hij wekte samen met Savinych een dood ruimtestation weer tot leven, onder wel zeer ongunstige omstandigheden. Het bemande ruimtevaartprogramma van de Sovjet-Unie, dat op een regelrechte afgang afstevende, verwierf veel respect voor de wijze waarop zij deze uiterst moeilijke situatie het hoofd bood.
1 ·
2 ·
3 ·
4 ·
5 ·
6 ·
7 ·
8 ·
9 ·
10 ·
11 ·
12 ·
13 ·
14 ·
15 ·
16 ·
17 ·
18A ·
18 ·
19 ·
20 ·
21 ·
22 ·
23 ·
24 ·
25 ·
26 ·
27 ·
28 ·
29 ·
30 ·
31 ·
32 ·
33 ·
34 · 
35 ·
36 ·
37 ·
38 ·
39 ·
40

T-1 ·  
T-2 ·
T-3 ·
T-4 ·
T-5 · 
T-6 ·
T-7 · 
T-8 ·
T-9 · 
T-10-1 ·
T-10 · 
T-11 ·
T-12 · 
T-13 ·
T-14 · 
T-15